# Fussballclub Neumünster Zürich
El Fussballclub Neumünster Zürich és un club de futbol suís de la ciutat de Zúric.
Va ser fundat l'any 1907 per joves dels barris de Hottingen, Hirslanden i Riesbach, ubicats al voltant de l'església de Neumünster, de la qual prengueren el nom del club. El 1909 ingressaren a la Federació Nacional. La temporada 1916-17 es proclamà campió de segona divisió i ascendí a primera, incitant els millors anys de la història del club. Romangué a primera durant cinc temporades, fins que baixà a segona la temporada 1921-22 en perdre un partit de desempat amb el FC Winterthur 0-1. L'any 1921 va viatjar a Catalunya on s'enfrontà a l'Espanyol en dos partits.
Problemes financers provocaren la seva desaparició el 1930, essent novament refundat el 1956.

## Palmarès
- Segona divisió suïssa:
  - 1916-17